# Tamar Novas
Tamar Novas, född 3 oktober 1986 i Santiago de Compostela, är en spansk skådespelare.
Lago har bland annat medverkat i TV-serien Klanerna. Han har även medverkat i filmen Brustna omfamningar.

## Filmografi (i urval)
- 2009 – Brustna omfamningar
- 2024 – Klanerna (TV-serie)